# Hans Georg Stehlin
Hans Georg Stehlin (1870 - 1941) fue un paleontólogo y geólogo suizo.
Se especializó en paleontología de vertebrados, y en particular en el estudio de los mamíferos del Cenozoico. Publicó numerosos trabajos sobre primates y ungulados. Fue presidente de la comisión del Museo de Historia Natural de Basilea.
En 1910 acuñó el nombre de «Gran Ruptura» (originalmente y en francés Grande Coupure) para designar al evento de extinción ocurrido hace 33,9 millones de años en el límite entre los períodos Eoceno y Oligoceno, el cual supuso un gran cambio para los organismos y en particular para los mamíferos de todo el continente europeo.